# David Kaše
David Kaše (* 28. ledna 1997 Kadaň) je český hokejista, který dne 27. června 2015 byl draftován v pátém kole draftu 2015 jako 128. celkově týmem Philadelphia Flyers.

## Ocenění a úspěchy
- 2015 DHL ELJ - Nejproduktivnější hráč v playoff
- 2015 MS-18 - Top tří nejlepších hráčů v týmu
- 2017 MSJ - Top tří nejlepších hráčů v týmu

## Prvenství

### NHL
- Debut - 11. prosince 2019 (Colorado Avalanche proti Philadelphia Flyers)
- První gól - 17. prosince 2019 (Philadelphia Flyers proti Anaheim Ducks, americkému brankáři John Gibson)

### ČHL
- Debut - 11. září 2015 (HC Oceláři Třinec proti Piráti Chomutov)
- První gól - 23. října 2015 (Piráti Chomutov proti HC Škoda Plzeň, českému brankáři Matěj Machovský)
- První asistence - 11. března 2016 (HC Kometa Brno proti Piráti Chomutov)

## Klubová statistika
| Sezóna      | Klub                    | Soutěž      |     | Základní část | Základní část | Základní část | Základní část | Základní část |   | Play off | Play off | Play off | Play off | Play off |
| Sezóna      | Klub                    | Soutěž      | Z   | G             | A             | B             | TM            | Z             | G | A        | B        | TM       |          |          |
| 2011/2012   | Piráti Chomutov 18'     | ELSD        | 13  | 3             | 2             | 5             | 2             | 1             | 0 | 0        | 0        | 0        |          |          |
| 2012/2013   | Piráti Chomutov 18'     | ELSD        | 25  | 5             | 21            | 26            | 8             | —             | — | —        | —        | —        |          |          |
| 2012/2013   | Piráti Chomutov 20'     | DHL ELJ     | 4   | 0             | 1             | 1             | 0             | —             | — | —        | —        | —        |          |          |
| 2013/2014   | Piráti Chomutov 18'     | ELSD        | 14  | 9             | 22            | 31            | 4             | 3             | 1 | 2        | 3        | 0        |          |          |
| 2013/2014   | Piráti Chomutov 20'     | DHL ELJ     | 35  | 11            | 19            | 30            | 10            | 11            | 2 | 1        | 3        | 8        |          |          |
| 2014/2015   | Piráti Chomutov 20'     | DHL ELJ     | 8   | 7             | 8             | 15            | 2             | 9             | 5 | 7        | 12       | 12       |          |          |
| 2014/2015   | Piráti Chomutov         | 1.ČHL       | 30  | 7             | 7             | 14            | 10            | 1             | 0 | 0        | 0        | 0        |          |          |
| 2015/2016   | Piráti Chomutov         | ČHL         | 30  | 1             | 1             | 2             | 2             | 8             | 1 | 1        | 2        | 2        |          |          |
| 2016/2017   | Piráti Chomutov         | ČHL         | 32  | 3             | 6             | 9             | 8             | 15            | 2 | 4        | 6        | 4        |          |          |
| 2017/2018   | Mora IK                 | SHL         | 44  | 9             | 14            | 23            | 6             | 5             | 1 | 2        | 3        | 0        |          |          |
| 2018/2019   | Lehigh Valley Phantoms  | AHL         | 40  | 8             | 15            | 23            | 6             | —             | — | —        | —        | —        |          |          |
| 2019/2020   | Lehigh Valley Phanthoms | AHL         | 51  | 7             | 12            | 19            | 14            | —             | — | —        | —        | —        |          |          |
| 2019/2020   | Philadelphia Flyers     | NHL         | 6   | 1             | 0             | 1             | 0             | —             | — | —        | —        | —        |          |          |
| 2020/2021   | HC Energie Karlovy Vary | ČHL         | 27  | 6             | 19            | 25            | 12            | —             | — | —        | —        | —        |          |          |
| 2020/2021   | Philadelphia Flyers     | NHL         | 1   | 0             | 0             | 0             | 0             | —             | — | —        | —        | —        |          |          |
| 2020/2021   | Lehigh Valley Phantoms  | AHL         | 19  | 3             | 6             | 9             | 8             | —             | — | —        | —        | —        |          |          |
| 2021/2022   | HC Sparta Praha         | ČHL         | 43  | 4             | 19            | 23            | 16            | 8             | 1 | 1        | 2        | 10       |          |          |
| 2022/2023   | HC Sparta Praha         | ČHL         | 25  | 6             | 8             | 14            | 8             | 6             | 1 | 1        | 2        | 2        |          |          |
| 2023/2024   | HC VERVA Litvínov       | ČHL         | 49  | 14            | 29            | 43            | 34            | 13            | 3 | 5        | 8        | 10       |          |          |
| 2024/2025   | HC VERVA Litvínov       | ČHL         | 44  | 13            | 26            | 39            | 20            | 4             | 0 | 1        | 1        | 2        |          |          |
| ČHL celkově | ČHL celkově             | ČHL celkově | 250 | 47            | 108           | 155           | 100           | 54            | 8 | 13       | 21       | 30       |          |          |

## Reprezentace
Českou republiku reprezentoval na MS do 18 let v roce 2014, kde svým gólem v semifinálovém prodloužení proti Kanadě rozhodl o postupu Česka do finále, na juniorském šampionátu v roce 2015, kde český výběr obsadil 6. místo a také na MS do 18 let v roce 2015 ve Švýcarsku, kde působil jako kapitán a s týmem skončil na 6. místě.
| Rok             | Tým             | Soutěž          | Z  | G | A | B  | TM |  |
| --------------- | --------------- | --------------- | -- | - | - | -- | -- |  |
| 2014            | Česko           | SP do 17 let    | 5  | 4 | 2 | 6  | 0  |  |
| 2014            | Česko 18        | MS18            | 7  | 3 | 2 | 5  | 0  |  |
| 2015            | Česko 20        | MSJ             | 4  | 0 | 1 | 1  | 0  |  |
| 2015            | Česko 18        | MS18            | 4  | 2 | 3 | 5  | 2  |  |
| 2016            | Česko 20        | MSJ             | 5  | 0 | 1 | 1  | 2  |  |
| Junioři celkově | Junioři celkově | Junioři celkově | 25 | 9 | 9 | 18 | 4  |  |